# Eupithecia schwingenschussi
Eupithecia schwingenschussi là một loài bướm đêm trong họ Geometridae.